# Marie José af Belgien
Marie José af Belgien (Marie José Charlotte Sophie Amèlie Henriette Gabrielle; 4. august 1906 – 27. januar 2001) var en belgisk prinsesse, der var den sidste dronning af Italien fra maj til juni 1946.
Hun var datter af Kong Albert 1. af Belgien, og blev gift med den senere Kong Umberto 2. af Italien i 1930. Hendes korte periode som den sidste Dronning af Italien har givet hende tilnavnet majdronningen (italiensk: La Regina di maggio).

## Biografi
Prinsesse Marie José blev født den 4. august 1906 i Oostende i Belgien som yngste barn og eneste datter af Kong Albert 1. af Belgien og Elisabeth af Bayern.
Hun blev gift 8. januar 1930 med den italienske kronprins, Umberto. Parret fik fire børn.
Forud for en folkeafstemning om monarkiets bevarelse i Italien den 12. juni 1946, valgte den daværende konge, Victor Emanuel 3. af Italien, at abdicere til fordel for sin søn, i håbet om dermed at redde monarkiet. Ved denne abdikation blev Maria José samtidig dronning af Italien. Folkeafstemningen gav dog 54% for en republik og parret måtte derfor forlade landet. Umberto tog til Portugal, hvor han blev resten af sit liv, mens Maria José tog børnene med til Schweiz. Parret blev dog aldrig officielt skilt. Hun døde af lungekræft i 2001.

## Børn
1. Maria Pia (24. september 1934) – gift 1955 med Alexander af Jugoslavien. Skilt 1967. Gift anden gang 2003 med Michel af Bourbon-Parma.
2. Viktor Emanuel (12. februar 1937) – gift 1971 med Marina Ricolfi-Doria.
3. Maria Gabriella (24. februar 1940) – gift 1969 med Robert Zellinger de Balkany. Skilt 1990.
4. Maria Beatrice (2. februar 1943) – gift 1970 med Luis Rafael Reyna-Corvalán y Dillon.